# STOVL

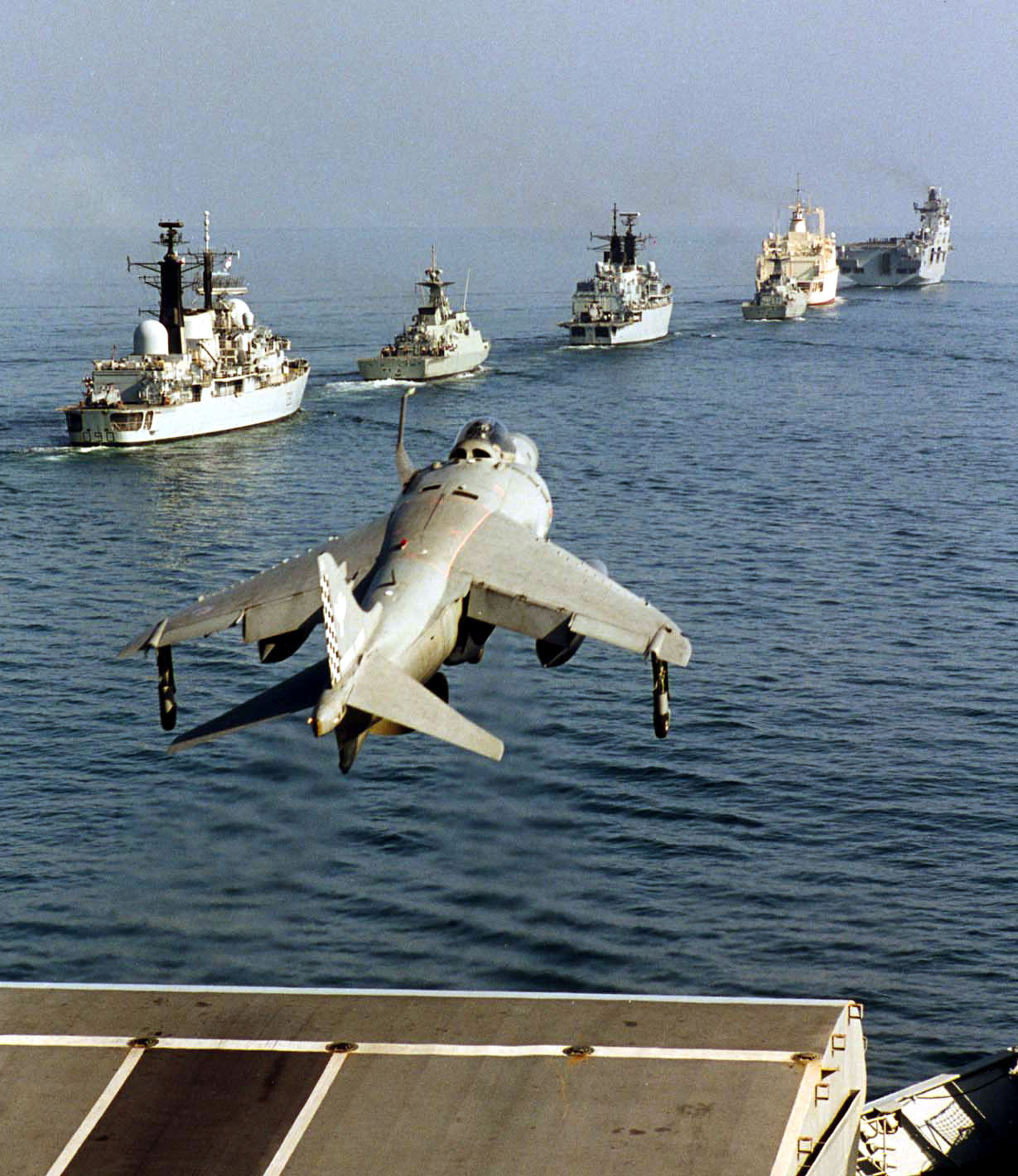
Um Sea Harrier decolando verticalmente do HMS Illustrious.

STOVL é um acrónimo do inglês  Short Take Off and Vertical Landing  (decolagem curta e aterragem vertical).
Esta é uma característica de alguns aviões que conseguem decolar a partir de uma pista reduzida, e aterrar verticalmente (i.e., sem pista de aterragem). Este método é muito usado em porta-aviões usando pistas inclinadas, em vez das tradicionais catapultas. O STOVL permite ao avião transportar mais carga, comparado com o VTOL. O mais famoso exemplo é o Sea Harrier, que, embora tecnicamente seja um avião VTOL, pode ser operado como um STOVL em condições de peso excessivo, como a carga inicial de armamento e combustível. O mesmo verifica-se para o F-35, que demonstrou capacidades VTOL nos testes, sendo tecnicamente considerado um STOVL.